# Mern
Mern er en by på Sydsjælland med 1.001 indbyggere  (2024), beliggende 10 km syd for Præstø, 10 km nordvest for Kalvehave, 7 km nord for Stensved og 11 km nordøst for Vordingborg. Byen hører til Vordingborg Kommune og ligger i Region Sjælland.
Mern hører til Mern Sogn, og Mern Kirke ligger i byen.

## Faciliteter
Mern har en afdeling af Kulsbjerg Skole, som har 635 elever, fordelt på 3 afdelinger: I Mern er der 70 elever, i Nyråd 192. De kommer efter 6. klasse til hovedafdelingen i Stensved, som har 373 elever, fordelt på 0.-9. klassetrin. Alle 3 afdelinger har skoleklub for 0.-6. årgang.
- Mern Børnehave har plads til 46 børn. Skov- og Naturbørnegården er en integreret institution med vuggestue og børnehave og plads til 24 børn.[3]
- Mern Forsamlingshus har en stor og en lille sal, hvor der kan dækkes op til hhv. 100 og 50 personer, samt scene til orkester.[4]
- Mern har en købmand.
- Mern har en butik der sælger badmintonbolde/fjerbolde.

## Historie

### Landsbyen
Mern landsby bestod oprindelig af to dele, Nørre-Mern nord for Mern Å og Sønder-Mern syd for åen. Sønder-Mern havde i 1682 17 gårde, 1 hus med jord, ingen huse uden jord, i alt 422,9 tdr. land, skyldsat til 100,93 tdr. hartkorn. Nørre-Mern havde 16 gårde, ingen huse, i alt 408,5 tdr. land, skyldsat til 111,99 tdr. hartkorn. Samhørigheden mellem de to dele af landsbyen belyses af, at kirken lå i Sønder-Mern, præstegården i Nørre-Mern. Mern vandmølle lå ved åen. Driftsformen var trevangsbrug.
I 1700-tallet hørte Mern under Vordingborg Rytterdistrikt. Da Kronen afviklede dette og solgte de sydsjællandske godsområder i 1774, blev de to dele i stedet fæstere under henholdsvis Høvdingsgård og Lilliendal godser, der imidlertid fik samme ejer, Hans Gustav Lillienskiold på Lilliendal. Denne lod de allerede i 1772 udflyttede gårde fra Nørre-Mern flytte tilbage i landsbyen, og først 1797 blev Sønder-Mern udskiftet, Nørre-Mern igen i 1805.
Mern var i slutningen af 1800-tallet en forholdsvis stor landsby med mange håndværkere. I 1872 beskrives byen således: "Sønder-Mærn med Kirken og Skole, Nørre-Mærn med Præstegaarden, Veirmølle".
I 1898 beskrives Mern således: "Sønder-Mern (1348: Søndre-Mærn), ved Landevejen, med Kirke, Skole og Forskole samt Forsamlingshus (opf. 1888); Nørre-Mern, ved Landevejen, med Præstegd. og Mølle;" Det høje målebordsblad viser desuden lægebolig og fattighus. Det lave målebordsblad viser herudover jordemoderhus og mejeri, og først her skifter stavemåden fra Mærn til Mern.

### Mern Saftstation
I 1902 blev der opført en saftstation i byen tæt ved Mern Å, hvis vand blev udnyttet til vask af sukkerroerne fra egnens roedyrkere. Mern Saftstation var sammen med fire andre tilknyttet Stege Sukkerfabrik, der var ejet af De danske Sukkerfabrikker.
På saftstationerne blev saften presset ud af sukkerroerne, så man undgik at transportere dem over lange afstande. Fra Mern blev saften pumpet gennem en rørledning til en beholder i Kalvehave. Derfra førte en anden rørledning til Kalvehave Havn, hvor saften blev pumpet over i sukkerfabrikkens lille tankdamper og sejlet til Stege.
Da Dronning Alexandrines Bro mellem Møn og Sjælland åbnede i 1943, blev rørledningen forlænget hen over broen helt til sukkerfabrikken. Mern Saftstation var i mange år Danmarks sidste. Den lukkede i 1976 som den sidste saftstation i landet.

### Stationsbyen
Saftstationen medvirkede til, at Mern fik jernbane i 1913. Præstø-Næstved Jernbane, der var åbnet i 1900, blev forlænget til Mern og skiftede navn til Næstved-Præstø-Mern Banen, også bare kaldt Mernbanen. I 1913 blev der på tre af banens trinbrætter (Rønnebæk, Næstelsø og Askov Huse) anlagt nye sidespor til roetransporter, og også fra andre af banens stationer og trinbrætter kørte der nu tog til Mern med sukkerroer og retur med affaldet.
Den store jernbanelov fra 1908, der gav hjemmel til banen mellem Præstø og Mern, gav også mulighed for at forlænge banen fra Mern til et punkt på Kalvehavebanen, der var anlagt i 1897. Af hensyn til denne mulighed blev Mern Station anlagt lidt uden for den sydlige ende af byen, men forlængelsen, der ville have lettet forbindelsen med Møn, måtte opgives pga. de stedlige gods- og ejendomsforhold, så banen fik kun beskeden betydning.
Stationsbyen, der i 1921 talte 93 indbyggere, lå endnu på denne tid adskilt af et mindre stykke åbent land fra landsbyen. Man kan endnu se bygninger, der stammer fra stationsbytiden: Mern skole og plejehjemmet Solhøjen. Mernbanen blev nedlagt i 1961, men stationsbygningen er bevaret på Stationsvej 3.